# لیست الیورا
لیزت الکسیس گوتیرز (انگلیسی: Lisette Alexís Gutiérrez؛ زاده ۱۶ آوریل ۱۹۹۹) یک هنرپیشه آمریکایی است. به خاطر نقشش در سریال گنجینه ملی: لبه تاریخ، تمدید سال ۲۰۲۲ فرانچایز گنجینه ملی شناخته شده است.